# Bearded kolie
Bearded kolie je staré plemeno ovčáckého psa, řadící se někam mezi pravé kolie a staroanglického ovčáka. Název bearded kolie byl poprvé zmíněn v roce 1891 a to v knize „The Dogs of Scotland“, jako plemeno byla uznána FCI v roce 1958.

## Historie
Bearded kolie pravděpodobně patří mezi nejstarší plemena vůbec . Původní vzhled se ale nezachoval, naopak, prošel mnoha změnami, proto je bearded kolie tak, jak ji známe dnes známá až od 16. století . Pochází z Velké Británie, kde naháněla a hlídala stáda ovcí.
V 18. století byli popisovány dva typy bearded kolií; první, obyčejná, nevýrazná a hnědá beardie z Highlands užívaná ke shánění dobytka z hor a kopců. Druhá je beardie z Lowland, což je nížina. Pracovala jako honácký pes při přehánění stád na dobytčí trhy. Dnešní kolie je směskou obou dvou typů.

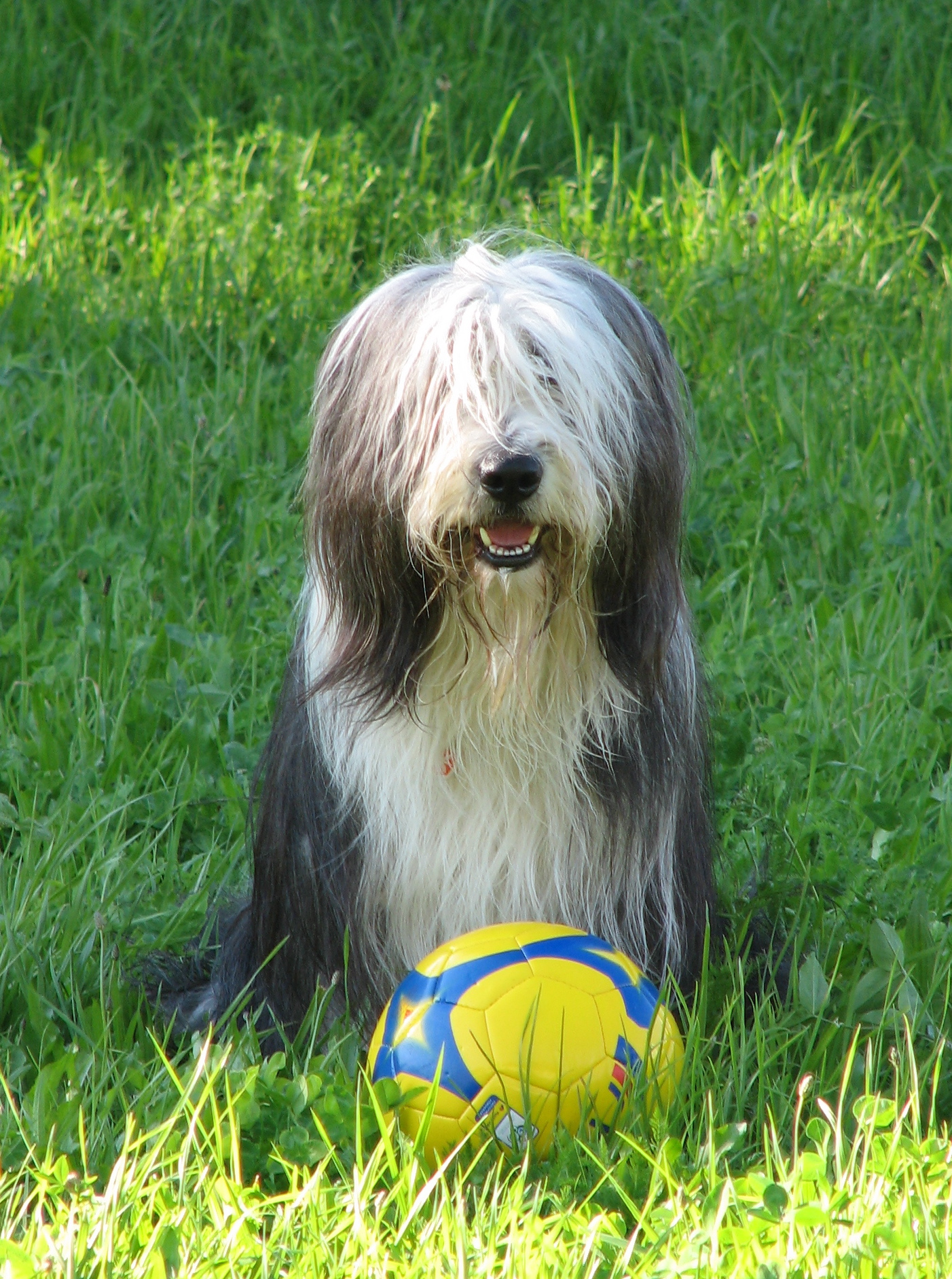

### Vznik jména
„Bearded“ je v překladu z angličtiny „vousatá“. Historie slova kolie, v angličtině collie, nám však zůstává záhadou. Může to být z keltského slova, které v překladu znamená „užitečný“ . Druhou možností je, že toto slovo pochází od plemene ovcí Coalie, které bearded kolie pásly.

### Chov v Česku
První bearded kolie přijela do České republiky v roce 1981, kdy ji do Brna přivezli manželé Karenovi . Jednalo se o modrou fenu Brunellas Blue dovezenou z Dánska . Ta je také zakladatelkou chovu plemene v Česku. Proto se první chovatelská stanice jmenuje Modrá. Plemeno zde zastřešuje Klub chovatelů bearded kolií.

## Charakteristika

### Povaha
Je to velmi aktivní, temperamentní a inteligentní pes, vhodný pro sportovně založené lidi. Je inteligentní, ale citlivá na výchovu a při výcviku poněkud tvrdohlavější. Toto plemeno je známé pro velmi časté štěkání, čímž projevují radost, nadšení, vzrušení, výzvu pro nějakou činnost apod.

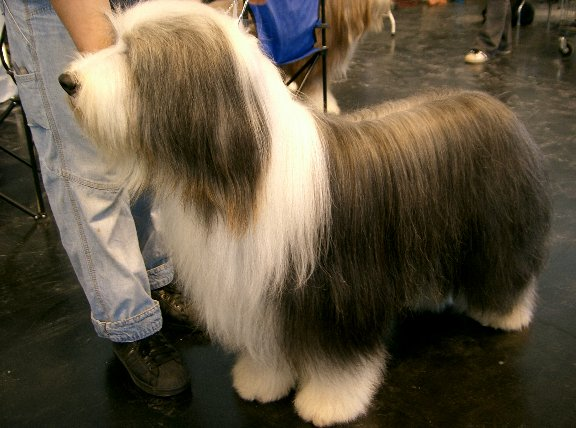

### Využití
Bearded kolie v dnešní době potkáváme hlavně jako společníky, jakožto ovčácké psy je vídáme jen vzácně. Především se hodí na agility, pro které jsou při správném vedení velmi nadšené. Dále jsou vhodné pro canisterapii. Na počátku 21. století byly bearded collie zvoleny jako nejlepší canisterapeutický pes.

## Péče
Dlouhá srst potřebuje dostatečnou péči v podobě asi 1 hodinového učesání jednou za týden. Je nutné ji často pročesávat a chuchvalce srsti odstřihávat. Srst na obličeji je nutné zkracovat tak, aby nepadala do očí nebo používat spony.
Vyžadují hodně pohybu. Krom plavání jsou pro ně vhodné veškeré typy pohybu, od túr po psí sporty. V případě plavání je důležité psa neustále sledovat, zda se kvůli dlouhé srsti netopí. V případě, že mají málo pohybu a nemají zábavu se mohou stát stereotypní, v horším případě až agresivní.